# محطة قطار مطار بن غوريون
محطة قطار مطار بن غوريون (بالعبرية: תחנת הרכבת נמל התעופה בן-גוריון  تَخَنَاتْ هَارَكِيڤِتْ نِمَالْ هَاتْعُوفَاهْ بِنْ-ݘُورْيُونْ) هي محطة قطار تديرها خطوط السكك الحديدية الإسرائيلية، وتخدم المسافرين في مطار بن غوريون الدولي. أُفتتحت في 10 أكتوبر (تشرين الأول) 2004.

## تاريخ
بُنيت محطة القطار كجزءٍ من مبنى تيرمينال 3 في مطار بن غوريون صممها المهندس المعماري تسفي ليسار، مكتب ليسار-إلدار للمهندسين المعماريين. افتتحت المحطة في 10 أكتوبر 2004؛ أسابيع قليلة قبل بدء تيرمينال 3 العمل. كما أنها بُنيت كجزء من مشروع A1 لبناء خط القطار الجديد إلى القدس. في البداية كانت المحطة بمثابة محطة نهائية للقطارات القادمة من الشمال إلى أن مُددت سكة الحديد لتصل إلى محطة قطار باتي موديعين.
في شتاء ديسمبر (كانون الأول) 2013، تعرضت المنطقة لأمطار غزيرة أدت إلى انهيار جدار الحماية لجدول شبيريم. نتيجةً لذلك، غمرت المياه نفق شبيريم الذي يستخدمه القطار. هذا الحادث ألحق أضرارًا كبيرة بخطوط الاتصالات والسكك الحديدية، مما أدى إلى تعطيل الخدمة لفترة طويلة.
أُغلقت المحطة في الربع الأول من عام 2020 بسبب جائحة فيروس كورونا، بعد إغلاقٍ دام أكثر من عام عادت المحطة إلى العمل في أبريل (نيسان) 2021.

## تصميم
في المحطة سكة حديد لكل اتجاه على جانبي رصيف جزيرة، سكة حديد غربية (ملاصقة لرصيف 1) وسكة حديد شرقية (ملاصقة لرصيف 2). يوجد في المحطة مصاعد، وسلالم كهربائية وسلالم تؤدي إلى صالة الركاب في تيرمينال 3. سطح المحطة عبارة عن ساحة دخول إلى تيرمينال 3.

## خطوط
يتوقف في المحطة قطاران في الساعة في كل اتجاه على خط موديعين - تل أبيب - حيفا - نهاريا. كما يتوقف قطاران في الساعة في كل اتجاه على خط القدس - هرتسليا، من المتوقع أن تزداد إلى ثلاثة قطارات. يتوقف أيضًا في المحطة القطارات الليلية على خط القدس - بنيامينا.
في السابق كانت تتوقف في المحطة القطارات على خط بئر السبع - اللد - المطار - تل أبيب (ههغناه) لكن الخدمة توقفت. في المستقبل مع تزايد عدد القطارات بين اللد وبئر السبع، من المتوقع أن تمر بعض القطارات عبر المحطة مرة أخرى.

### حافلات
| الخط | الشركة        | المسار | المكان | ملاحظات إضافية                                    |
| ---- | ------------- | --- | ------ | ------------------------------------------------- |
| شاتِل | سلطة المطارات | تيرمينال 1 – مكتب الإدارة الرئيسي (باتجاه تيرمينال 3) – مواقف السيارات (باتجاه تيرمينال 3) – تيرمينال 3                        | طابق 0 | ♿ نقل داخلي، ومجاني                              |
| شاتِل | سلطة المطارات | تيرمينال 3 – مواقف السيارات للمدى الطويل                                                                                       | طابق 0 | ♿ نقل داخلي، ومجاني                              |
| 9    | إيغد          | تيرمينال 3 – تيرمينال 1 – تقاطع إل عال – طريق 453 – بيت نبالا – طريق 453 – تقاطع إل عال – تيرمينال 1 – تيرمينال 3              | طابق 2 | ♿ خط دائري                                       |
| 13   | كافيم         | تيرمينال 3 – تيرمينال 1 – تقاطع إل عال – طريق 453 – شوهام                                                                      | طابق 2 |                                                   |
| 239  | كافيم         | تيرمينال 3 – تيرمينال 1 – محطات التحميل والتفريغ – تقاطع إل عال – اللد – الرملة                                                | طابق 2 |                                                   |
| 330  | أفيكيم        | تيرمينال 3 – تيرمينال 1 – تقاطع إل عال – ريشون لتسيون – نيس تسيونا – يفني – أشدود                                              | طابق 2 |                                                   |
| 444  | متروبولين     | تيرمينال 3 – تيرمينال 1 – طريق 453 – شوهام – تقاطع محتسفوت – تقاطع إلعاد – روش هاعين – مبدل جلجولية – كفار سابا – تقاطع رعنانا | طابق 2 |                                                   |
| 445  | متروبولين     | تيرمينال 3 – تيرمينال 1 – تل أبيب                                                                                              | طابق 2 | مباشر                                             |
| 446  | متروبولين     | تيرمينال 3 – تيرمينال 1 – تقاطع إل عال – يهود – كريات أونو – بيتح تكفا                                                         | طابق 2 |                                                   |
| 469  | متروبولين     | تل أبيب – تيرمينال 3 – تيرمينال 1 – كريات غات – بئر السبع                                                                      | طابق 2 | ينطلق من محطة مصوف 2000 ، يعمل في ساعات الليل فقط |
| 476  | كافيم         | اللد – تيرمينال 3 – يهود – تل أبيب                                                                                             | طابق 2 | يعمل في ساعات المساء فقط                          |
| 485  | ديرخ إيغد     | تيرمينال 3 – تيرمينال 1 – القدس                                                                                                | طابق 2 | مباشر                                             |

الرموز
♿ - حافلة داخل المدينة ملائمة لاستخدام ذوي الاحتياجات الخاصة